# Jan Nowicki
Jan Nowicki (Kowal, 1939. november 5. – Krzewent, 2022. december 7.) lengyel színész. Mészáros Márta filmrendező második férje volt.

## Életpályája
Krakkóban a színművészeti főiskolán tanult. 1964-től a Teatr Stary tagja volt. Nevezetes színházi szerepei közé tartozik Miskin herceg (Dosztojevszkij: A félkegyelmű). 
1964 óta forgat: mintegy 90 filmben és tévéfilm-epizódban szerepelt. 
1967-től Mészáros Márta filmrendező második férje, akinek több filmjében szerepelt (pl. Nagy Imre szerepét alakította A temetetlen halottban). 2008-ban elváltak.

## Főbb filmszerepei (válogatás)
- A szabadság első napja (1964)
- A légió (1965, I-II.)
- Korlát (1966)
- Rejtély a stadionban (1968)
- A kislovag (1969)…Ketling
- Ritka látogató (1970)
- Dr. Éva (1971, tévéfilm)
- A szerelem anatómiája (1972)
- Szanatórium a homokóra alatt (1973)
- Elveszett éjszaka (1973, tévéfilm)
- Évről évre (1974)
- Kilenc hónap (magyar, 1976)
- Ők ketten (Mészáros Márta filmje, 1977)…Bodnár János
- Éjszakák és nappalok (tévésorozat, 1977)…Porosz őrnagy
- Moloch (1978)
- Spriál (1978)
- Olyan, mint otthon (magyar, 1978)
- Útközben (magyar-lengyel, 1979, színész és társíró)…Marek
- Örökség (Mészáros Márta filmje, magyar-francia, 1980)…Ákos
- Napló gyermekeimnek (1984)…János
- Napló apámnak, anyámnak (1990)…János
- A temetetlen halott (Mészáros Márta filmje, 2004)…Nagy Imre